# Michel-Louis Talot
Michel-Louis Talot, né le 22 août 1755 à Cholet (Anjou), mort le 12 juin 1828 à Cholet (Maine-et-Loire), est un homme de loi, un homme politique et militaire français.

## Biographie
Fils de Michel Talot, marchand cirier, et de Louise Jaunet, il suit des études de droit, avant de se faire agréer comme avoué au tribunal de commerce d'Angers en 1784. Partisan de la Révolution française, il est élu commandant d'un bataillon de la garde nationale de la ville puis membre du directoire départemental de Maine-et-Loire et juge au tribunal de première instance.
Le 7 septembre 1792, il est élu quatrième député suppléant du département à la Convention nationale par 357 voix sur 566 votants et 645 inscrits. À la tête de son bataillon, il prend part à la guerre de Vendée, au cours de laquelle il accède au grade d'adjudant-général (9 avril 1793). Après la démission d'Urbain-René Pilastre, il est admis à siéger au sein de cette assemblée le 8 septembre 1793. Secrétaire de la Convention le 8 pluviôse an III (27 janvier 1795), il est envoyé en mission à l'armée de Sambre-et-Meuse, où il signe la capitulation du Luxembourg et s'oppose à la politique des sections royalistes de Paris en août 1795. Il demande également la création d'un conseil de guerre pour juger les émigrés qui viendraient à être arrêtés dans la capitale.
Envoyé dans le Pas-de-Calais pour y réorganiser les administrations, il prend la défense devant le conseil de guerre, à son retour à Paris, du général Menou, son ancien compagnon d'armes, mis en jugement pour son comportement lors de l'insurrection royaliste du 13 vendémiaire an IV, et obtient son acquittement.
Le 4 brumaire an IV (26 octobre 1795), il est choisi par ses collègues parmi les Conventionnels appelés à siéger au Conseil des Cinq-Cents, conformément à la règle des deux tiers. Dans cette assemblée, il défend le projet de loi astreignant les représentants au serment de haine à la royauté, obtient la condamnation à la déportation pour les personnes reconnues coupables d'avoir contribué à la dépréciation des mandats territoriaux, la monnaie-papier qui a succédé aux assignats, et, le 5 brumaire an V, s'en prend aux journaux royalistes proches du club de Clichy, proposant de punir la « calomnie ».
Défenseur du Directoire, il reproche à Aubry d'avoir destitué Masséna et Bonaparte et, après le coup d'État du 18 fructidor an V, est nommé membre de la commission provisoire des inspecteurs, prenant part aux mesures prises alors contre le parti royaliste.
Élu secrétaire des Cinq-Cents, il s'oppose au projet de Malibran, proposant 300 000 francs au général Bonaparte et fait fixer par la loi l'enceinte constitutionnelle du Corps législatif, à l'intérieur de laquelle il est interdit d'introduire  une force armée sans l'accord des Conseils.
Réélu député de Maine-et-Loire le 23 germinal an VI (12 avril 1798) par 137 voix sur 268 votants et 288 inscrits, il rejoint l'opposition néo-jacobine et contribue à écarter les directeurs Treilhard, La Réveillère-Lépeaux et Merlin de Douai lors du coup d'État du 30 prairial an VII (18 juin 1799). Orateur assidu du club du Manège, il s'oppose au coup d'État du 18 brumaire. Lors de la séance extraordinaire du 19 brumaire, au château de Saint-Cloud, il proteste contre la nomination du général Bonaparte au commandement des troupes qui gardent le Corps législatif et exhorte ses collègues à la résistance. Après l'invasion de la salle par les soldats, qui évacuent les députés par la force, il est arrêté et incarcéré à la Conciergerie, dont la protection de Bernadotte parvient à le tirer.
Mais, hostile au gouvernement consulaire, il est compris sur la liste des déportés de nivôse, après l'attentat de la rue Saint-Nicaise. Après être parvenu, dans un premier temps, à échapper aux poursuites, il est découvert et enfermé au Temple, d'où il écrit à Fouché le 17 nivôse an IX (7 janvier 1801) pour demander qu'on le laisse reprendre son commandement dans les armées, plutôt que de le laisser dans les fers. Puis il est déporté sur l'île de Ré.
Après plusieurs mois de détention, il est libéré et intégré dans l'armée avec le grade d'adjudant commandant le 4 frimaire an X (25 novembre 1801). Intégré dans le corps expéditionnaire envoyé à Saint-Domingue, il refuse, sous le prétexte du mauvais état de sa santé, ce qui lui vaut d'être radié des contrôles de l'armée. Ne pouvant faire rétablir l'inamovibilité de son grade, il obtient d'être admis à la retraite avec un traitement de 1 200 francs.
En août-septembre 1809, deux armées, composées de Gardes nationales et de troupes de lignes, sont organisées pour faire face à l'offensive sur l'embouchure de l'Escaut des Anglais, qui occupent Walcheren en juillet; il s'agit de l'armée de la Tête de Flandres, sous les ordres du maréchal duc de Castiglione, et de l'armée d'Anvers, commandée par le prince de Ponte-Corvo. Intégré dans l'armée de la Tête des Flandres, il sert en qualité de chef d'état-major au sein de la division qui occupe Cadzand, sous les ordres du général Soulès. Il est réformé lors de la réunion de cette armée avec celle d'Anvers.
Après l'échec de la campagne de Russie, sa santé délabrée lui interdit de reprendre du service. Pendant les Cent-Jours, en 1815, il quitte ses foyers pour se réfugier à Angers lors du déclenchement de l'insurrection vendéenne, retrouve ses foyers et abandonne toute vie publique jusqu'à sa mort, à l'âge de 72 ans.

## Sources
- Adolphe Robert, Gaston Cougny, Dictionnaire des parlementaires français de 1789 à 1889, Paris, Bourloton, 1889, tome 5, p. 363-364
- M. Bougler, Mouvement provincial en 1789 : Biographie des députés de l'Anjou, Paris, Didier et Cie, 1865, tome 2, p. 240-267
- Alphonse de Beauchamp, Étienne Psaume, Biographie moderne, ou Galerie historique, civile, militaire, politique, littéraire et judiciaire, Paris, Alexis Eymery et Delaunay; Mons, Leroux, 1816, tome 3, p. 280

Jean Tulard, Jean-François Fayard et Alfred Fierro, Histoire et dictionnaire de la Révolution française. 1789–1799, Paris, éd. Robert Laffont, coll. « Bouquins », 1987, 1998 [détail des éditions] (ISBN 978-2-221-08850-0)
- « Les Armées de la Tête des Flandres et d’Anvers (Août-Septembre 1809) », par le colonel André Lhuillier